# سیارک ۴۷۷۶
سیارک ۴۷۷۶ (به انگلیسی: 4776 Luyi، نامگذاری:1975VD) چهار هزار و هفتصد و هفتاد و ششمین سیارک کشف شده‌است که در ۳ نوامبر ۱۹۷۵ کشف شد.
قدر مطلق سیارک برابر ۱۴٫۹۰ است.